# Ilie Bărbulescu
Ilie Bărbulescu (Pitești, 24 giugno 1957 – Pitești, 1º febbraio 2020) è stato un calciatore rumeno, di ruolo difensore.
È scomparso nel 2020 all'età di 62 anni a seguito di un infarto.

## Palmarès

### Competizioni nazionali
- Campionato rumeno: 4

Argeş Piteşti: 1978-1979
Steaua Bucarest: 1984-1985, 1985-1986, 1986-1987
- Coppa di Romania: 2

Steaua Bucarest: 1984-1985 1986-1987

### Competizioni internazionali
- Coppa dei Campioni: 1

Steaua Bucarest: 1985-1986
- Supercoppa UEFA: 1

Steaua Bucarest: 1986